# Crazy Man, Crazy
Crazy Man, Crazy foi o título de uma antiga canção de rock escrita por Bill Haley & His Comets em abril de 1953. É notável como a primeira gravação reconhecida do rock and roll a aparecer no musical nacional americano Charts, chegando ao 12° na tabela da Billboard Juke Box para a semana encerrada em 20 de junho de 1953, e 11° por duas semanas no Cash Box, início da tabela para a semana de 13 de junho. Acredita-se também que seja a primeira gravação de rock and roll a ser tocada na televisão nacional dos Estados Unidos. O uso de uma vírgula no título varia de fonte para fonte, mas está presente no lançamento original, que é creditado a "Bill Haley with Haley's Comets", uma variante inicial do nome da banda.